# Erinnyis scyron
Erinnyis scyron är en fjärilsart som beskrevs av Hermann Burmeister 1878. Erinnyis scyron ingår i släktet Erinnyis och familjen svärmare. Inga underarter finns listade i Catalogue of Life.